# Liste der Bodendenkmale in Rathen
In der Liste der Bodendenkmale in Rathen sind die Bodendenkmale der Gemeinde Rathen und ihrer Ortsteile nach dem Stand der Auflistung von Harald Quietzsch und Heinz Jacob aus dem Jahr 1982 aufgelistet. Eventuelle Änderungen und Ergänzungen, insbesondere aus der Zeit nach der Wende, sind nicht berücksichtigt, da für Sachsen aktuell keine neueren allgemein zugänglichen Bodendenkmallisten vorliegen. Die Baudenkmale sind in der Liste der Kulturdenkmale in Rathen aufgeführt.
| Denkmal-ID | Fundart            | Ortsteil     | Bezeichnung            | Zeitstellung | Lage                            | Bemerkungen                                                 | Bild |
| ---------- | ------------------ | ------------ | ---------------------- | ------------ | ------------------------------- | ----------------------------------------------------------- | ---- |
| ?          | Befestigung > Burg | Niederrathen | Wehranlage „Altrathen“ | Mittelalter  | Felssporn westlich über dem Ort | Spornburg mit Abschnittsbefestigung, Ruinen modern überbaut |      |